# A2 Nazionale 1988-1989
L'A2 Nazionale 1988-1989 è stata la 28ª edizione della seconda divisione greca di pallacanestro maschile. La 3ª edizione con il nome di A2.

## Classifica finale
| #  | Teams               | P  | V  | P  | PF   | PS   | Pt | Qualificate |
| -- | ------------------- | -- | -- | -- | ---- | ---- | -- | ----------- |
| 1  | Peristeri           | 22 | 17 | 5  | 1922 | 1776 | 39 | Promozione  |
| 2  | Pagrati Atene       | 22 | 16 | 6  | 1819 | 1713 | 38 | Promozione  |
| 3  | Esperos Kallithea   | 22 | 13 | 9  | 1859 | 1787 | 35 | Promozione  |
| 4  | Panellīnios K.A.E.  | 22 | 12 | 10 | 1913 | 1818 | 34 |             |
| 5  | Peiraïkos Syndesmos | 22 | 11 | 11 | 1901 | 1816 | 33 |             |
| 6  | Iōnikos Nikaias     | 22 | 10 | 12 | 1950 | 1904 | 32 |             |
| 7  | KAE Īlysiakos       | 22 | 10 | 12 | 1701 | 1750 | 32 |             |
| 8  | Komotinī            | 22 | 9  | 13 | 1874 | 1978 | 31 |             |
| 9  | P.A.O. Dioikītīriou | 22 | 9  | 13 | 1865 | 1872 | 31 |             |
| 10 | Prōteas N. Kosmou   | 22 | 9  | 13 | 1782 | 1813 | 31 |             |
| 11 | Milōn               | 22 | 8  | 14 | 1686 | 1785 | 30 |             |
| 12 | MENT BC             | 22 | 8  | 14 | 1782 | 1959 | 30 | Retrocessa  |